# Sør Arena
Sør Arena stadion piłkarski, położony w mieście Kristiansand, Norwegia. Oddany został do użytku w 2007 roku. Swoje mecze na tym obiekcie rozgrywa zespół IK Start. Jego pojemność wynosi 14 300 miejsc.